# Oakton
Oakton est une census-designated place (CDP) du comté de Fairfax, Virginie, États-Unis. Cette CDP compte 34 166 habitants lors du recensement de 2010.
Elle fait partie de région métropolitaine de Washington.

## Personnalités
- Kigeli V, dernier roi du Rwanda y vécut en exil et y mourut en 2016 à l'hôpital de la localité[1].
- Ira Noel Gabrielson, botaniste et entomologiste américain, y vécut ; un parc porte son nom[2].